# Jean-Baptiste Lamy
Pour les articles homonymes, voir Lamy.
Jean-Baptiste Lamy, né le 11 octobre 1814 à Lempdes (Puy-de-Dôme), mort le 13 février 1888 à Santa Fe, est un homme d'Église, missionnaire aux États-Unis et premier archevêque de Santa Fe, capitale du Nouveau-Mexique, de 1875 à 1885. 
Il est à l'origine de la construction de l'actuelle cathédrale-basilique Saint-François-d'Assise de Santa Fe (en).
Sa vie dans l'ouest américain a inspiré le célèbre roman de Willa Cather, Death Comes for the Archbishop - La Mort et l'Archevêque.

## Biographie
Jean-Baptiste Lamy poursuit des études classiques au séminaire préparatoire de Clermont ainsi que des cours de théologie au grand séminaire de Montferrand où il est ordonné prêtre, le 22 décembre 1838. Après quelques mois en tant que vicaire de son diocèse d'origine, il devient missionnaire dans l'Ohio à la demande de Mgr John Baptist Purcell, évêque de Cincinnati.

### Premier évêque de Santa Fe

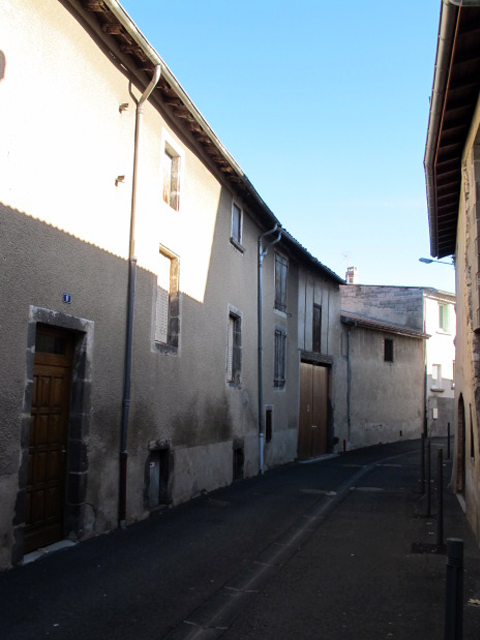
Maison natale de Jean-Baptiste Lamy à Lempdes (France)

Parvenu en Amérique du Nord, l'abbé Lamy travaille au sein de plusieurs missions des États de l'Ohio et du Kentucky. Le 23 juillet 1850, il est nommé évêque du nouveau vicariat de l'État du Nouveau-Mexique puis consacré évêque le 24 novembre 1850 par Martin John Spalding avec comme co-consécrateurs Maurice de Saint-Palais et Louis Amédée Rappe. Après un voyage périlleux, il arrive à Santa Fe durant l'été 1851.
Ses premiers efforts se concentrent vers une réforme de l'Église du Nouveau-Mexique ; il met un terme au concubinage de certains prêtres et supprime les confréries religieuses.
Enfin, il ordonne la construction de plusieurs églises à l'intérieur de son diocèse et procède à la création de paroisses et d'écoles.

### Premier archevêque de Santa Fe

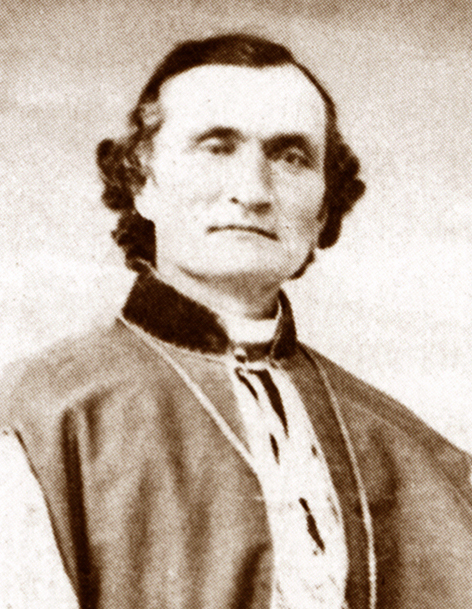
Photographie de Lamy vers 1860

Le 12 février 1875, le diocèse de Santa Fe est élevé au rang d'archidiocèse ; Mgr Lamy en devient le premier archevêque. Il entreprend la construction de la cathédrale (Saint Francis Cathedral) de Santa Fe, ainsi que celle de la chapelle Loretto. Le style néo-roman de ces édifices rappelle celui de certaines églises françaises connues de Jean-Baptiste Lamy.

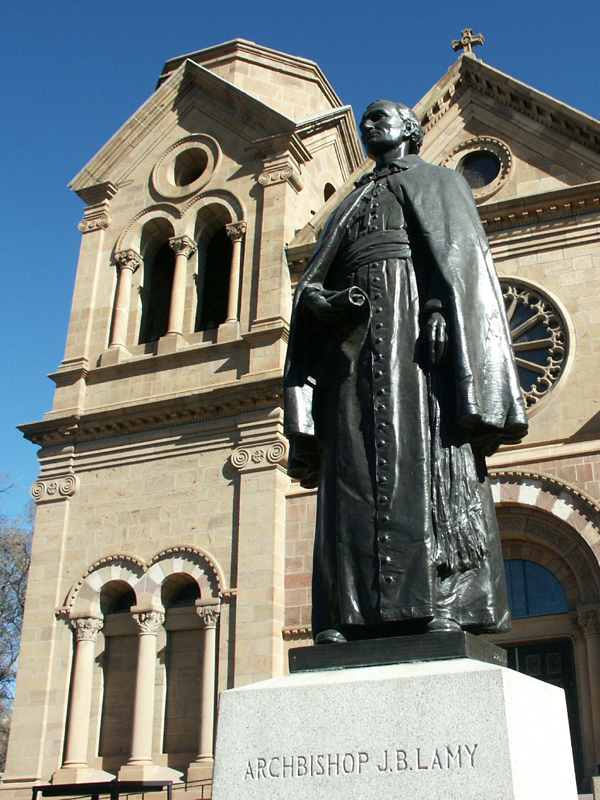
Statue de l'archevêque Jean-Baptiste Lamy devant la cathédrale Saint-François-d'Assise à Santa Fe

Le premier archevêque de l'archidiocèse de Santa Fe se retire en juillet 1885 dans sa résidence du nord de la ville (la Bishop's Lodge). Il meurt d'une pneumonie en 1888 à l'âge de 74 ans. Sa dépouille repose aujourd'hui dans la crypte de la basilique-cathédrale de la capitale du Nouveau-Mexique. L'archevêque qui lui succède, Jean-Baptiste Salpointe (en), est également un Français originaire d'Auvergne.

## Succession apostolique
Jean-Baptiste Lamy a ordonné les évêques suivants :
- Archevêque Peter Bourgade (en) (1885)

## Hommages
- Une statue de bronze lui rendant hommage a été érigée en 1925 à l'entrée principale de la basilique-cathédrale Saint-François-d'Assise de Santa Fe (Voir photo)
- Une ville à côté de Santa Fe porte le nom de Lamy
- Un jardin, le Lamy Gardens, est en cours de réalisation à Santa Fe
- Un vitrail ainsi qu'un mémorial aux Évêques du Nouveau-Mexique représentent l'archevêque dans la basilique-cathédrale de Santa Fe
- Un navire de charge de type Liberty ship fut baptisé sous le nom de SS Archbishop Lamy en 1942
- Lamy canyon est nom d'une vallée très encaissée située dans le Comté de Rio Arriba au Nouveau-Mexique
- Une rue de Lempdes (Puy-de-Dôme) porte le nom de Jean-Baptiste Lamy

## Référence
1. ↑  (en) David M. Cheney, « Archbishop John Baptist Lamy † », sur catholic-hierarchy.org

#### Ouvrage littéraire
- Willa Cather, Death Comes for the Archbishop - La Mort et l'Archevêque, 1927 (jaquette)
Note : Selon la liste établie par la Modern Library, cet ouvrage fait partie des 100 meilleurs romans de langue anglaise du XXe siècle. André Le Vot, le biographe de Scott Fitzgerald, l'a qualifié de " western ecclésiastique "

### Filmographie
- El corazón de Santa Fe, 2009, vidéo de 85 minutes sur l'histoire de la basilique-cathédrale Saint-François-d'Assise de Santa Fé

### Conférence
- La cathédrale de Santa Fe, Académie des sciences, belles-lettres et arts de Clermont-Ferrand, 02-02-2011.